# رابرت لچلایتر
رابرت لچلایتر (انگلیسی: Robert Lechleiter؛ زادهٔ ۱ ژوئیهٔ ۱۹۸۰) بازیکن فوتبال اهل آلمان است.
از باشگاه‌هایی که در آن بازی کرده‌است می‌توان به باشگاه فوتبال هانزا روستوک و باشگاه فوتبال وی‌اف‌آر آلن اشاره کرد.